# Eibacherhammer
Eibacherhammer ist ein Ort in der Gemeinde Lindlar, Oberbergischen Kreis im Regierungsbezirk Köln in Nordrhein-Westfalen (Deutschland).

## Lage und Beschreibung
Eibacherhammer ist ein ehemaliger Mühlen- und Hammerwerksstandort und liegt im Nordosten der Gemeinde Lindlar im Tal der Leppe. In der Nachbarschaft liegen die Orte Dassiefen, Karlsthal, Oberleppe, sowie die zu Gummersbach gehörenden Orte Thal und Berghausen.

## Geschichte
1800 wird am Ort der Hohnsbergs Hammer erwähnt. 1830 wohnten hier 7 Einwohner. In der Preußischen Uraufnahme von 1840 wird das Symbol eines mit Wasserkraft angetriebenen Eisenhammers gezeigt und mit „Osberghaus Hr.“ bezeichnet. Ab der topografischen Karte von 1894 bis 1896 lautet die Ortsbezeichnung Eibacherhammer. 
1822 lebten zusammen sieben Menschen in den zwei als Rittersitz (gemeint ist Eibach) und Eisenhammer kategorisierten Orten, der nach dem Zusammenbruch der napoleonischen Administration und deren Ablösung zur Bürgermeisterei Lindlar im Kreis Wipperfürth gehörte. Für das Jahr 1830 werden für beide als Rittersitz und Eisenhammer bezeichnete Orte sieben Einwohner angegeben. Der 1845 laut der Uebersicht des Regierungs-Bezirks Cöln als Eibach bezeichnete und als Hof und Osemundshammer kategorisierte Doppelort besaß zu dieser Zeit ein Wohngebäude mit 15 Einwohnern, alle katholischen Bekenntnisses.
Die Gemeinde- und Gutbezirksstatistik der Rheinprovinz führt das Hammerwerk Eibacherhammer alleine 1871 mit einem Wohnhaus und zwei Einwohnern auf. Im Gemeindelexikon für die Provinz Rheinland von 1888 werden für Eibacherhammer zwei Wohnhäuser mit 19 Einwohnern angegeben. 1895 besitzt der Ort zwei Wohnhäuser mit 22 Einwohnern und gehörte konfessionell zum evangelischen Kirchspiel Hülsenbusch und zum katholischen Kirchspiel Frielingsdorf, 1905 werden zwei Wohnhäuser und 13 Einwohner angegeben.
Nach 1990 sind Ortsbezeichnung und Gebäudegrundrisse aus den Karten verschwunden. Die Grundmauern der Anlage blieben erhalten und wurden nach archäologischer Aufnahme mit Erdreich bedeckt. Das ehemalige Hammerwerk war das erste Raffinierstahlwerk in dieser Gegend.